# حي عبد الله سعد باكريت (المهرة)
حي عبد الله سعد باكريت هو أحد أحياء مدينة العيص بمحافظة المهرة اليمنية، بلغ تعداد سكانه 821 نسمة حسب التعداد السكاني في اليمن لعام 2004.